# Tisias
Tisias, född på Sicilien på 400-talet före Kristus, var elev till Korax. Tillsammans med Korax sägs han ha grundat såväl den grekiska retoriken (i synnerhet den juridiska retoriken) samt sofismen. Samtidigt har det från flera håll ifrågasätts om de två över huvud taget existerat. Detta på grund av att källornas relevans kan diskuteras samt för att deras litterära verk försvunnit med tiden.
De formulerade principerna för retoriken på Sicilien då de analyserade talares tillvägagångssätt under exempelvis domstolsförhandlingar. Då de sammanställt det insamlade materialet kunde de strukturera upp en form för retorikens grunder. Innan dess hade det muntliga talet som sådant existerat i många tusen år, men med hjälp av den relativt nya skriften kunde man nu på papper börja identifiera vilka delar i talspråket som gjorde det framgångsrikt. Sedermera kunde de två mot betalning börja undervisa i talets konst utifrån de lärdomar de fått. Tillsammans gjorde de alltså retoriken till en konstform som kunde läras ut av de som behärskade den. Tisias och Korax skrifter bevarades i lång tid och citerades och refererades senare av Aristoteles, Platon, Quintilianus och Cicero i deras verk.
Det påstås att Korax var den som hade de största språkliga talangerna, medan Tisias var den skickliga i skrift. På så sätt kompletterade de varandra på ett utmärkt sätt då Tisias kunde få ner alla lärdomar och kunskaper Korax satt inne vilket resulterade i en handbok i retorikens konst. Tisias agerade dessutom som talskrivare åt många samtida retoriker. Dessutom hjälpte han folk att skriva juridiska tal när så efterfrågades.
Enligt legenden vägrade Tisias betala Korax för undervisningen innan han vunnit sitt första rättsfall. Efter ett års tid hade Tisias fortfarande inte betalat sin läromästare. Korax tog då fallet till domstolen. Korax argumenterade då för att om han vann rättegången, så skulle Tisias behöva betala för sina lektioner eftersom det i så fall hade varit vad domstolen beslutat. Om han däremot förlorade rättegången, skulle det vara ett bevis på att hans lektioner varit så pass bra och värdefulla för Tisias eftersom han då på ett bevisligen skickligt sätt lärt ut hur man vinner en rättegång. Alltså, enligt Korax sätt att resonera, skulle då Tisias få betala (för sina lektioner) oavsett om han vann eller förlorade. Tisias å sin sida menade att om han vann, skulle han inte behöva betala för lektionerna eftersom han då gått segrande ur tvisten. Detsamma gällde om han förlorade, för det skulle i så fall visa att Korax lektioner varit värdelösa eftersom han inte lyckats lära ut till sin elev hur man övertygar en jury. Domarna fick nog efter denna överläggning och valde att sparka ut båda två från domstolen.
Tisias blev senare lärare åt den grekiska filosofen, sofisten och retorikern Gorgias.